# Santibáñez el Alto
Santibáñez el Alto (extremadurai nyelven Santibañi el Altu) település Spanyolországban, Cáceres tartományban. Santibáñez el Alto Cadalso, Descargamaría, Pinofranqueado, Hernán-Pérez, Villa del Campo, Guijo de Coria, Calzadilla, Gata, Villasbuenas de Gata, Torre de Don Miguel, Peñaparda és Villasrubias községekkel határos. Lakosainak száma 379 fő (2024).

## Népesség
A település népessége az elmúlt években az alábbi módon változott:
| Lakosok száma | 558  | 501  | 480  | 436  | 415  | 372  | 341  | 370  | 354  | 379  |
|               | 2001 | 2004 | 2006 | 2009 | 2011 | 2014 | 2016 | 2019 | 2021 | 2024 |